# Joaquín Sánchez
Joaquín Sánchez Rodríguez (El Puerto de Santa María, 21 juli 1981) (kortweg Joaquín), is een Spaans voormalig voetballer en huidig voetbalbestuurder bij Real Betis die doorgaans als aanvaller speelde. 
Hij speelde onder meer 622 wedstrijden in de Primera División, waarmee hij samen met Andoni Zubizarreta recordhouder is. Hij begon en eindigde zijn carrière bij Real Betis.
Joaquín kwam van 51 keer uit voor het Spaans voetbalelftal, waarvoor hij vier keer scoorde. Hij maakte deel uit van de Spaanse selectie op het WK 2002, het EK 2004 en het WK 2006.

## Clubcarrière
Joaquín kwam uit de jeugd van Betis en debuteerde op negentienjarige leeftijd voor het eerste elftal. Dat was in het seizoen 2000/01, toen de club uitkwam in de Segunda División A. In 2001 promoveerde de club naar de Primera División en Joaquín was in dat seizoen een van de grootste revelaties van La Liga. Zijn goede prestaties leverden hem een plaats op in de selectie van het Spaans nationaal elftal voor het WK 2002. Joaquín speelde ook het WK goed, maar zijn gemiste strafschop in de kwartfinales tegen gastland Zuid-Korea betekende de uitschakeling voor Spanje. In 2004 nam hij ook deel aan het EK in Portugal. In 2005 won hij met Betis de Copa del Rey en kwalificeerde de club zich voor het eerst in de geschiedenis voor de Champions League.
Joaquín werd op 8 december 2019 de oudste speler ooit die een hattrick maakte in de Primera División. Door op een leeftijd van 38 jaar en 140 dagen alle drie de doelpunten voor Real Betis te maken in een met 3–2 gewonnen competitiewedstrijd thuis tegen Athletic Bilbao, verbrak hij het record dat Alfredo Di Stéfano (toen 37 jaar en 255 dagen) op 15 maart 1964 vestigde.

## Clubstatistieken
| Seizoen | Club         | Competitie         | Duels | Goals |
| ------- | ------------ | ------------------ | ----- | ----- |
| 1999/00 | Real Betis B | Segunda División B | 26    | 2     |
| 2000/01 | Real Betis   | Segunda División A | 36    | 3     |
| 2001/02 | Real Betis   | Primera División   | 33    | 4     |
| 2002/03 | Real Betis   | Primera División   | 38    | 9     |
| 2003/04 | Real Betis   | Primera División   | 35    | 8     |
| 2004/05 | Real Betis   | Primera División   | 38    | 5     |
| 2005/06 | Real Betis   | Primera División   | 35    | 3     |
| 2006/07 | Valencia     | Primera División   | 35    | 5     |
| 2007/08 | Valencia     | Primera División   | 34    | 3     |
| 2008/09 | Valencia     | Primera División   | 31    | 4     |
| 2009/10 | Valencia     | Primera División   | 28    | 2     |
| 2010/11 | Valencia     | Primera División   | 30    | 4     |
| 2011/12 | Málaga CF    | Primera División   | 23    | 2     |
| 2012/13 | Málaga CF    | Primera División   | 34    | 4     |
| 2013/14 | Fiorentina   | Serie A            | 26    | 2     |
| 2014/15 | Fiorentina   | Serie A            | 23    | 2     |
| 2015/16 | Real Betis   | Primera División   | 30    | 1     |
| 2016/17 | Real Betis   | Primera División   | 28    | 3     |
| 2017/18 | Real Betis   | Primera División   | 35    | 4     |
| 2018/19 | Real Betis   | Primera División   | 30    | 6     |
| 2019/20 | Real Betis   | Primera División   | 34    | 8     |
| 2020/21 | Real Betis   | Primera División   | 27    | 2     |
| 2021/22 | Real Betis   | Primera División   | 21    | 0     |
| 2022/23 | Real Betis   | Primera División   | 22    | 0     |
| Totaal  |              |                    | 732   | 86    |

## Erelijst
Betis Sevilla
- Copa del Rey

2004/05
 Valencia
- Copa del Rey

2007/08
 Betis Sevilla
- Copa del Rey

2021/2022
1 Casillas ·
2 Torres ·
3 Juanfran ·
4 Helguera ·
5 Puyol ·
6 Hierro  ·
7 Raúl ·
8 Baraja ·
9 Morientes ·
10 Tristán ·
11 De Pedro ·
12 Luque ·
13 Ricardo ·
14 Albelda ·
15 Romero ·
16 Mendieta ·
17 Valerón ·
18 Sergio ·
19 Xavi ·
20 Nadal ·
21 Enrique ·
22 Joaquín ·
23 Contreras ·
Coach: Camacho
1 Cañizares ·
2 Capdevila ·
3 Marchena ·
4 Albelda ·
5 Puyol ·
6 Helguera ·
7 Raúl  ·
8 Baraja ·
9 Torres ·
10 Morientes ·
11 Luque ·
12 Gabri ·
13 Aranzubia ·
14 Vicente ·
15 Bravo ·
16 Alonso ·
17 Etxeberria ·
18 César ·
19 Joaquín ·
20 Xavi ·
21 Valerón ·
22 Juanito ·
23 Casillas ·
Coach: Sáez
1 Casillas ·
2 Salgado ·
3 Pernía ·
4 Marchena ·
5 Puyol ·
6 Albelda ·
7 Raúl  ·
8 Xavi ·
9 Torres ·
10 Reyes ·
11 García ·
12 López ·
13 Iniesta ·
14 Alonso ·
15 Ramos ·
16 Senna ·
17 Joaquín ·
18 Fàbregas ·
19 Cañizares ·
20 Juanito ·
21 Villa ·
22 Ibáñez ·
23 Reina ·
Coach: Aragonés